# Aragua de Maturín
Aragua de Maturín – miasto w Wenezueli, w stanie Monagas.